# Comuna Butenkî, Kobeleakî
Butenkî (în ucraineană Бутенки) este o comună în raionul Kobeleakî, regiunea Poltava, Ucraina, formată din satele Berejnivka, Bohdanivka, Butenkî (reședința), Ciumakî, Kolodeajne, Kotovske, Șapkî, Slavnivka, Sverdlovske și Zelene.

## Demografie
Componența lingvistică a comunei Butenkî
     Ucraineană (95,68%)
     Rusă (3,41%)
     Alte limbi (0,45%)
Conform recensământului din 2001, majoritatea populației comunei Butenkî era vorbitoare de ucraineană (95,68%), existând în minoritate și vorbitori de rusă (3,41%).